# George Lane Fox-Pitt
St. George William Lane Fox-Pitt (Malta, 14 september 1856 – Londen, 6 april 1932) was een Engels elektrotechnicus, student paranormale verschijnselen en voorvechter van zedelijk onderwijs.

## Biografie
George was de tweede zoon van luitenant-generaal Augustus Henry Lane-Fox (1827-1900) en Alice Margaret Stanley (1828-1910). Zijn vader was een voornaam antropoloog en archeoloog. Als in 1880 de neef van zijn vader, Horace Pitt, 6th Baron Rivers, komt te overlijden neemt de familie op 25 mei 1880 de namen Fox Pitt-Rivers aan.

### Carrière
Op 18-jarige leeftijd, in 1874, verkreeg Lane-Fox zijn eerste patent op een elektrische kookpot, door een pot te omwikkelen met een geïsoleerde, elektrische draad. Later richtte hij zich op de ontwikkeling van elektrisch licht, In 1878 verkreeg hij een patent op een gloeilamp met een platina-iridium gloeidraad. Daarnaast beschreef het patent een stroomverdelingssysteem op basis van parallelgeschakelde gloeilampen. De in 1879 door de Amerikaan Charles Francis Brush opgerichte bedrijf Anglo American Electric Light Company Ltd. verwierf datzelfde jaar nog de patentrechten verwierf de productie van de Lane-Fox gloeilamp. In 1891 kocht Fox-Pitt de patentrechten terug en begon een eigen gloeilampenfabriek.
Daarnaast schreef Fox-Pitt boeken over de wetenschapsfilosofie, onderwijs en sociale problemen. Hij was vicepresident en penningmeester van de Moral Education League en was organisator van het International Moral Education Congress. In 1899 huwde hij Lady Edith Gertrude Douglas (1874-1963), de dochter van John Sholto Douglas, 9th Marquess of Queensberry.

### Moraliteit
In een bijdrage aan het boek getiteld "Spiritualism: its present-day meaning", gepubliceerd in 1920, zette Fox-Pitt zijn standpunt uiteen dat de stelling van een onveranderlijk en onafhankelijk 'ego' en haar overleving nietszeggend waren: een onveranderlijk 'psychisch lichaam' was een verderfelijke waan. 'Materialisaties' waren niets meer dan voorbijgaande fenomenen. Het verlangen naar 'egoïstische overleving', in tegenstelling tot individuele continuïteit, was een zeer krachtig iets en in zijn opinie de wortel van alle kwaad. Hij was het met Henri Bergson eens dat 'supernormale psychische verschijnselen' altijd werken, hoewel deze in het algemeen onopgemerkt blijven.

## Werken
- The Purpose of Education: an Examination of Educational Problems in the Light of Recent Scientific Research (1913)
- Free will and destiny (1920)